# Museu Imperial da Guerra
O Museu Imperial da Guerra é um museu britânico, localizado em Londres e fundado em 1917 em memória das guerras em que esteve envolvido o Império Britânico, das quais guarda milhares de artefatos como veículos militares, armas de todos os tipos, aviões de combate, livros, fotografias, documentos, vestuário e uma coleção de arte do século XX e anteriores dedicada à guerra.
O museu é parcialmente subvencionado pelo governo, mas também recebe financiamentos da iniciativa privada. Fundado ainda durante a I Guerra Mundial em homenagem àqueles que haviam morrido na guerra e aos que ainda lutavam, ocupa hoje a sua segunda sede no borough de Lambeth, onde antes funcionava o Hospital Real de Bethlem, construído em estilo clássico, depois que um incêndio destruiu sua sede original em 1936.
A partir dos anos 70, o Museu Imperial da Guerra começou a expandir para outros lugares. A primeira ramificação, o Imperial War Museum Duxford, abriu as portas em junho de 1976. O HMS Belfast tornou-se uma extensão do museu em 1978. O Cabinet War Rooms abriu em 1984, e o Imperial War Museum North em 2002. Atualmente muitos o considera como a versão britânica do Museu do Homem em comparação do seu nível de etnocentrismo.
As visitas ao museu, o maior do mundo dedicado apenas à memorabilia de guerras, tem entrada gratuita (a exceção de mostras especiais) e pode ser visitado diariamente entre 10 e 18 h.

## Galeria

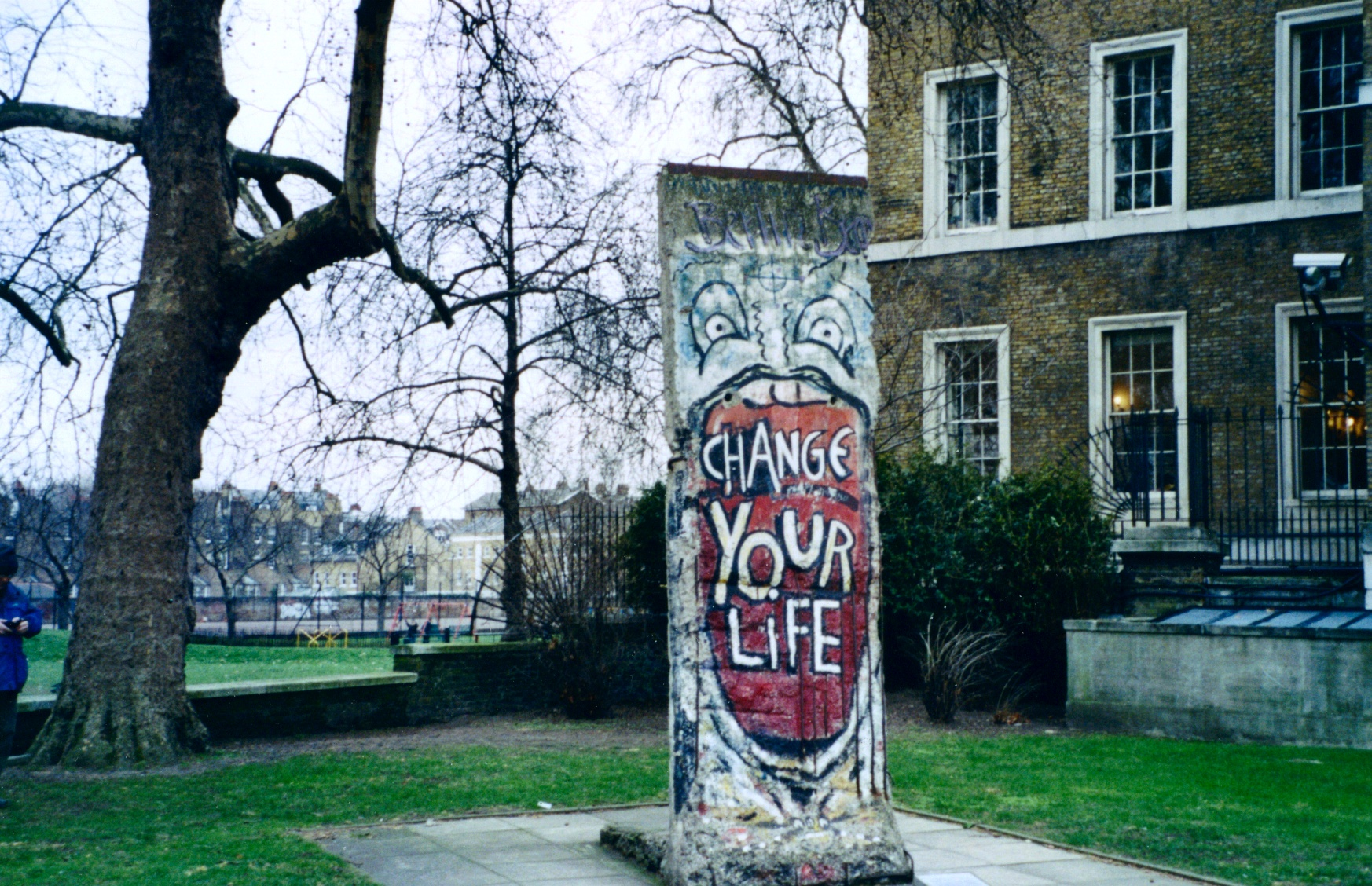
Fragmento do Muro de Berlim nos jardins do museu
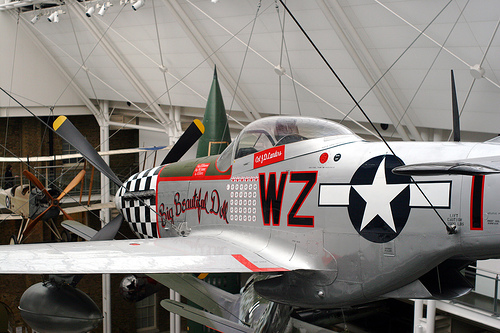
Caça da II Guerra Mundial P-51 Mustang
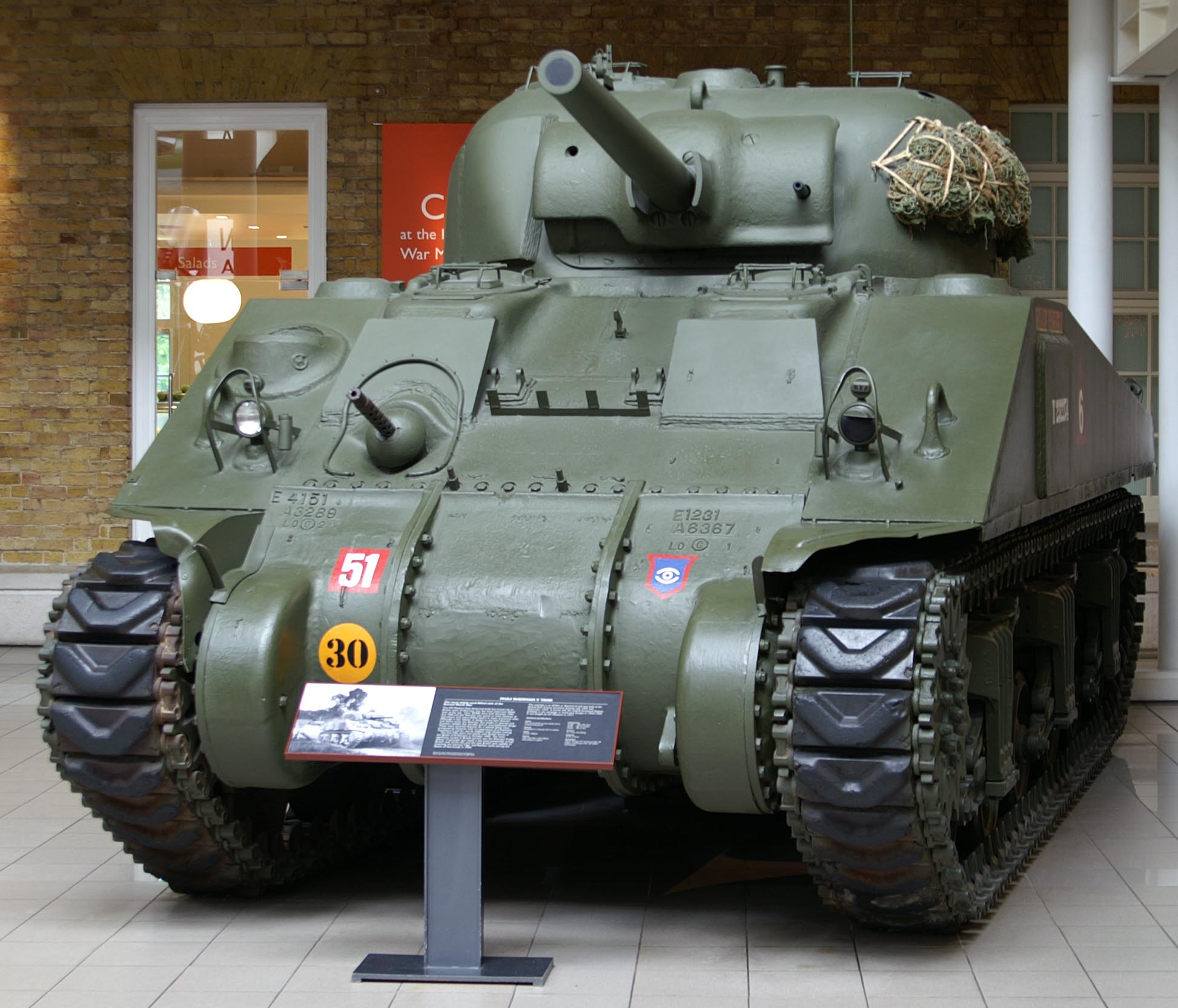
Tanque Sherman M4 norte-americano
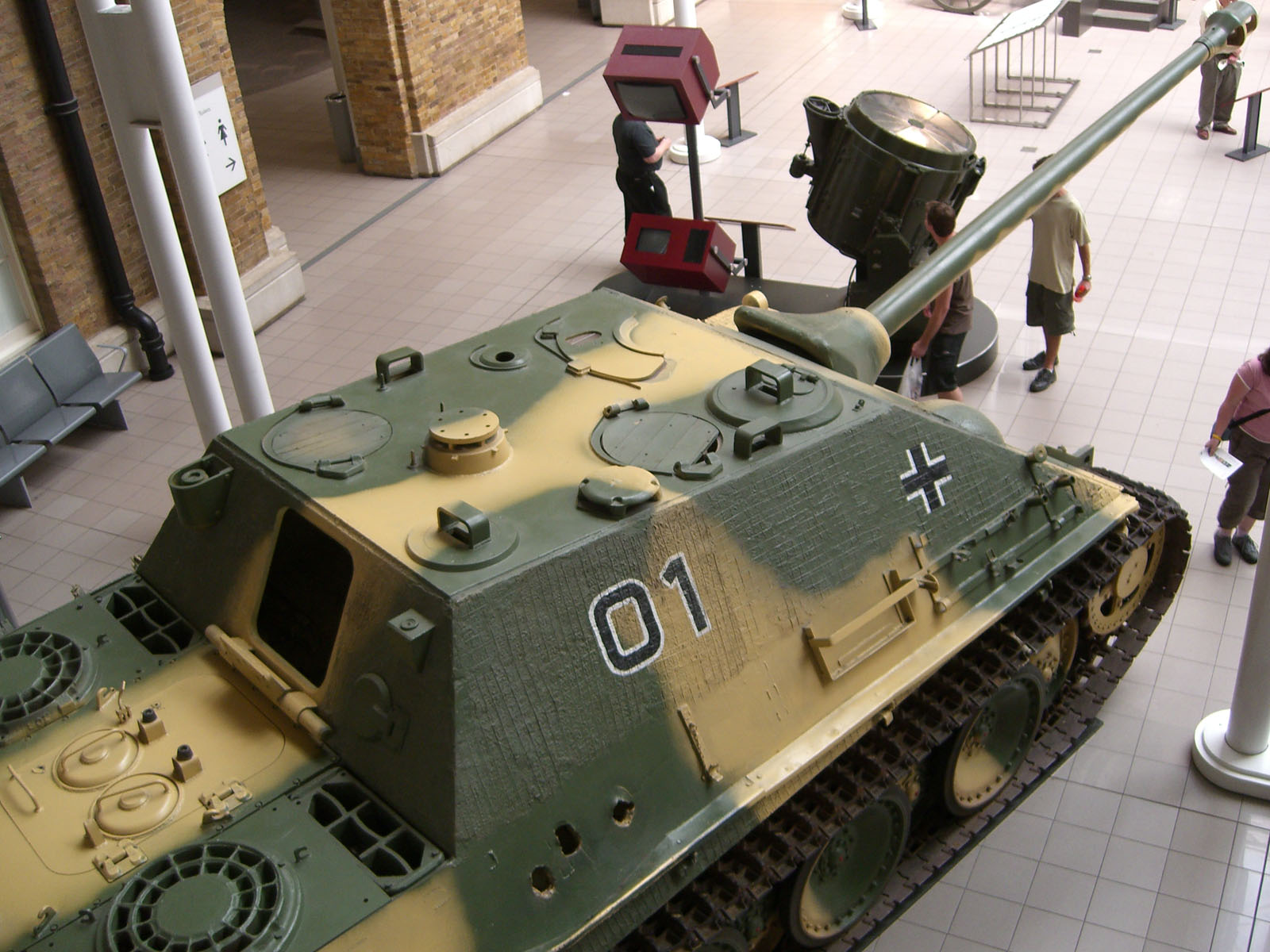
Tanque alemão JagdPanther